# Diego Lara (futbolista ecuatoriano)
Diego Lara (* Guayaquil, Ecuador, 16 de abril de 1986) es un futbolista ecuatoriano, juega de Mediocampista en el Ciudadelas del Norte de la Segunda Categoría de Ecuador.

## Clubes
| Club                    | País    | Año         |
| ----------------------- | ------- | ----------- |
| Barcelona SC            | Ecuador | 2005 - 2006 |
| Manta FC                | Ecuador | 2007        |
| Barcelona SC            | Ecuador | 2007        |
| Deportivo Azogues       | Ecuador | 2008        |
| Liga de Portoviejo      | Ecuador | 2008        |
| Macará                  | Ecuador | 2009        |
| Aucas                   | Ecuador | 2009        |
| Independiente del Valle | Ecuador | 2010        |
| Espoli                  | Ecuador | 2011        |
| Olmedo                  | Ecuador | 2012        |
| Ferroviarios            | Ecuador | 2013        |
| Municipal Cañar         | Ecuador | 2014        |
| Fedeguayas              | Ecuador | 2015        |
| Ciudadelas del Norte    | Ecuador | 2016        |